# 스키드러쉬
스키드러쉬(Skidrush)는 2007년에 엔플루토에서 개발한 레이싱게임이다. 종류로서는 다중 사용자 온라인 롤플레잉 + 레이싱 게임(MMORPG+레이싱)에 속한다. 우리나라의 레이싱게임의 시장은 소규모이기 때문에 한국의 레이싱게임 3대라 불리는 시티레이서, 스키드러쉬, 레이시티는 그들만의 경쟁을 하였다. 스키드러쉬의 큰 특징은 카툰 렌더링 기법을 사용하여 만화같은 느낌을 주는 것인데, 카툰렌더링 기법은 그래픽의 수준을 낮아 보이게 하기 때문에 레이시티의 대부분의 유저들은 별로 선호하지 않는 그래픽이다. 스키드러쉬는 수출을 굉장히 많이한 게임으로 대한민국과 미국, 캐나다, 일본, 중화민국, 홍콩 등 6개국을 포함해 지금까지 전세계 40개국에 진출했다. 2007년 오픈 당시만 해도 스키드러쉬의 인기는 어느정도 상당했다. 스키드러쉬는 OST가 좋다는 게임으로도 유명하다.

## 지역
- 언더시티는 파티전용으로 제외한다.

### 문팰리스
제1도시
- 모티브는 제주도 서귀포시

### 코이노니아
제2도시
항구도시이며 공단이 많다.
- 모티브는 울산광역시

### 크라스
제3도시
산악도시로 오페라홀이 있다.
- 모티브는 호주 시드니로 추정.

### 오로스
제4도시
사막지역으로 ROO가 있다.
- 모티브는 이집트로 추정[3]되고 그 중 AREA 51은 51구역을 모티브로 했다.

### 미트로시티
제5도시
미트론섬 옆에 있는 도시이며 특정 퀘스트를 통해서만 입장할 수 있고 현재도 미트로시티는 개발 중이다.
- 모티브는 중화민국 타이베이

### 네오시티
30년 후 가까운 미래에 미트론 자원을 둘러싼 세계 연합과 OMD 정부의 전쟁이 일어나고 전후 폐허가 되어버린 미트론섬을 배경으로 한 도시이다. 전투 시스템이 있고 다양한 인공지능과 HUV가 추가되었다.
OMD와 ROO가 합쳐져 ROAD 연합이 생긴다.

## 스토리
2007년 봄, 북태평양 한가운데에서 발견된 제주도만 한 섬에서 미트론(Mitron)이라는 물질이 발견되었다. 미트론은 석유가 고갈 중인 시대에서 인류 최후의 자원이며, 미트론은 효율이 높고 오염이 없으며 핵융합 원자로에 넣어도 방사능 부산물이 전혀 없는 거의 완벽한 고체연료자원이다. 미국의 한 대학교수는 이 제주도만한 무인도에 묻혀 있는 미트론 에너지의 가치가 1t당 40억 달러(한화 약 4조 5180억 원)에 이를 것으로 추정했으며 섬에는 약 1백만t의 미트론이 묻혀 있다고 발표했다.
OECD회원국들이 주축이 되어 이 섬의 남쪽에 대규모 개발단지를 건설한 후 미트론을 캐내겠다는 발표가 있었고, 미트론 섬 전역을 OMD 정부가 관할하는 특별행정구역으로 선포한다. 그리고 OMD 정부는 이 무인도에 문팰리스(MoonPalace) 라는 국제도시를 건설한다. 문팰리스는 미트론 에너지를 세계에서 유일하게 합법적으로 사용할 수 있는 곳이어서 그 에너지로 인해 세계의 어떤 지역보다 훨씬 풍요로워서 세계의 많은 사람들이 문팰리스에서 살기를 원했다.
문팰리스는 계속 발전해 나갔으며 인구도 늘어났다. 따라서, 문팰리스가 건설된 지 5년 후인 2014년 OMD 정부는 또 다른 도시인 코이노니아(Koinonia)를 문팰리스 옆에 건설한다는 계획을 세운다.
하지만, 기술이 발전하면 범죄도 그에 발맞추어 나가는 법. 어느 새부터인가 문팰리스에는 범죄들이 끊이지 않았다. 문팰리스에서 일어나는 범죄 대부분은 바로 차량을 이용한 범죄인데, 이 차량들은 어디선가 나타나서 과속으로 도시를 질주하며 거리의 사람들을 위협하고, 교통을 마비시킨다.
이 차량들을 검거해서 보면 안에 사람이 운전하는 것이 아니라 무인으로 움직이는 시스템이 탑재되어 있었고 그 기술 수준도 높았기 때문에 OMD 경찰들은 이 범죄차량들을 HUV (High-tech Unmanned Vehicle)이라고 불렀다. HUV는 일반차량에 비해서 속도가 빠르고 운전기술도 뛰어나서 일반 자동차는 접근조차 할 수가 없었다.
HUV에 의해 동시다발적으로 일어나는 폭주차량을 진압하고 HUV들을 움직이는 근원지를 찾기 위해서 특별프로젝트를 진행한다. 그 특별 프로젝트는 전 세계의 유능한 드라이버들을 모집해서 HUV에 대항하는 드라이버로 키워내는 것인데, HUV를 검거하는 드라이버에게는 많은 보상금을 준다고 광고를 해 전 세계의 유능한 드라이버들이 OMD드라이버에 지원하게 된다.
(스포 주의) 이 이하부터는 스키드러쉬 스토리 영상과 실제 퀘스트의 내용을 경험하고 참고하여 쓴 추가 스토리 공개입니다

돈을 벌기 위해 OMD드라이버로 지원하게 된 드라이버 중 한명인 주인공은 문팰리스에 발을 들이게 된다. 주인공은 임무를 맡던 중 얀과 만나게 되어 친한 동료가 되었고 이후에 유키, Mr.h를 만나게 되면서 인맥이 쌓이기 시작한다.
```
미트론섬에 출현하게 된 HUV의 비밀을 알아내기 위해서 각종 부품을 모으고,HUV를 미행을 하고, 검거를 하며 맡은 임무를 열심히 하던 주인공은 팔케산장에 사는 브랜튼이 HUV의 비밀을 알고 있다는 정보를 알게된다. 주인공은 OMD정부의 임무를 받고 브랜튼을 검거하려고 했으나 브랜튼은 일찌감치 눈치를 채고 코이노니아로 도망갔다. 이에 OMD 정부는 주인공을 코이노니아로 발령시켜 브랜튼 검거 임무를 맡긴다.
```

브랜튼 검거 임무를 받은 주인공이었지만 코이노니아에서 각종 훈련과 잡임무(도넛배달,차량시운전), 검거활동, 순찰, 자동차 배달 등과 같은 각종 임무를 맡던 중 유키를 만나게 되는데 유키는 브랜튼을 잡게 될 기회가 생기더라도 잡지 말고 놓아주라는 말을 하였다. 이때문에 주인공은 검거할 기회를 얻었지만 유키의 말때문에 브랜튼의 차량에 추돌만 하고 주인공은 검거하지 않았다. 브랜튼은 주인공이 잡지 않자, 유키가 이 주인공에게 말했다는 것을 눈치채고 브랜튼은 본인이 사실 HUV와 전혀 관련이 없으며, 정부가 자신들의 명예를 지키기 위해 전부 브랜튼 본인에게 뒤집어 씌은거라 말하고 브랜튼은 도망가고 말았다.
주인공은 유키의 말과 브랜튼의 말때문에 에리나에게는 브랜튼을 잡지 못했다고 보고하였다. 주인공은 공과 사를 구분을 못하여 상황이 악화되어 결국엔 브랜튼은 평온한 도시 크라스까지 도망가게 되었고 이에 주인공의 의지와 정부에 의해서 크라스로 발령받게 된다. 크라스에서 유키, Mr.H, 얀, 브랜튼을 만나 이야기를 하였다 이들은 OMD정부가 음모를 꾸며 시민들을 위협하는 HUV를 정부에서 직접 만든다고 말하였다 이 말을 들은 주인공은 점점 복잡한 상황이 된다. 상황이 변하면서 주인공은 반 스파이가 되어, 브랜튼의 일당을 돕게된다. 브랜튼 일당을 도와, Mr.H에게서 불법으로 오로스 패스를 받아 오로스로 바로 갈 수 있게 되었고 이 주인공은 패스를 받고 배신을 때리고 TEAM ROO 1포스트로 이동하여 신분을 바꿔 불법 단체 ROO에서 활동하게 된다.
어느날, TEAM ROO는 거대한 HUV를 발견하여 그 거대 HUV를 제압하여 HUV의 잔해를 살피던 중 반도체 칩을 발견하였는데 이 칩은 OMD정부에서 만든 칩으로 확인하게 된다. TEAM ROO는 비밀을 좀 더 파헤치는 중 오로스 최북단에 있는 큰 공장에 HUV가 들어가는 걸 보게되어 더 알아보는 중 OMD정부의 소유 공장이란걸 알게되어 TEAM ROO는 이 곳이 HUV를 만드는 공장이라고 생각하였다.
그러던 중 어느날 HUV가 출몰하여 ROO의 임무에 의해서 검거하기 위해 출발하였지만, 그 곳에서는 HUV가 아닌 OMD 정보국 국장 제이슨이 있었다. 제이슨이 직접 주인공을 만나 정부가 HUV를 만들고 있다는 사실을 인정하고, HUV는 강대국에 의해 미트론이 강제 채굴되는걸 막기 위해 인류 최후의 자원인 미트론을 지키기 위해서 만들었고, 이런 HUV가 OMD정부에서 만들어졌다는 사실이 밝혀지면 강대국에서 공격의 의사로 판단하여 강대국에서 공격할 가능성이 있기 때문에 이 사실을 발설하려던 브랜튼을 정부는 어쩔 수 없이 브랜튼에게 뒤집어 씌운거라고 것이라고 제이슨을 말하였다. 국장은 생각이 바뀐다면 언제든지 OMD 정부로 다시 돌아오라는 말을 하고 제이슨 국장은 갔다. 주인공은 이러한 상황에서 주인공이 OMD로 돌아갈지 ROO에서 계속 활동할 지는 주인공의 선택에 달렸다.
이 이벤트에 의해서 주인공은 OMD 정부로 갈 것인가 아니면 ROO에 있을 것인가에 대한 2가지 퀘스트의 스토리로 갈린다. ROO로 가게 될 경우 ROO 본부로 가서 OMD정부의 음모을 파헤치게 될 것이고, OMD로 가게 될 경우 잡임무나 하면서 ROO 요원을 소탕하는 작전을 펼치게 된다.(정확히 말하면 OMD 정부에서 드라이버로 일하는 건 공무원에 가깝다고 판단되기에 OMD가 더 좋은)
모든 메인퀘스트가 끝나면 내비게이션은 갑자기 이상한 곳을 가리킨다. 주인공은 가리키는 곳을 어쩔 수 없이 가게 됐는데 이게 웬 축복인가 미소녀가 날 기다리고 있었던 것이다. 미소녀를 보고 기분이 좋아진 주인공은 미소녀가 있는 곳으로 갔다.(당하면 어쩔려고!) 그 미소녀는 자신이 미래에 왔다며 미래는 현재 전쟁 중이라며 도움이 필요하다고 말한다.

## 게임 모드

### 퀘스트
메인퀘스트와 반복퀘스트로 나뉜다
메인퀘스트는 스키드러쉬의 스토리모드를 진행할 수 있는 모드이다. 퀘스트 내용은 순찰, 검거, 수송, 미행, 잠복, 이중스파이이다. 순찰의 경우 기본적인 컨트롤과 주위 동태를 확인하기 위해서이며 검거는 HUV 검거, 수송은 부품 및 자동차 수송 미션인데
자동차 수송 미션의 경우 트레이러, 경찰차, 소방차 등과 같은 트래픽 차량과 일반 차량을 수송하기도 한다. 미행은 HUV 또는 의심스러운 차량을 미행하며, 잠복의 경우도 HUV 또는 의심스러운 차량의 위치와 방향을 확인하기 위함이며
이중스파이의 경우 스토리를 진행하다보면 알 수 있다
메인퀘스트를 모두 깻을 경우 20,000,000~30,000,000미토가량 얻는다
반복퀘스트는 스키드러쉬의 사이드 스토리모드를 반복하거나 한가지 퀘스트를 반복한다. 사이드 스토리모드같은 느낌의 반복퀘스트는 하루만에 모두 클리어했을 경우 초기화되어 더 이상 못하게 된다. 사이드 스토리모드는 크라스와 코이노니아에서 진행이 가능하며
지도에 보라색 Q가 있다.
한가지 퀘스트를 반복하는 퀘스트의 경우 레벨에 따라 위치가 다르며 문팰리스에서만 위치한다.

### 배틀
유저들과 정해진 코스에서 레이싱을 펼칠 수 있는 모드로
초보(레벨30이하), 프로(레벨11이상), 미션(라인볼,메카와치,엑소더스 퀘이크),
이벤트(리얼매치 경기로 4,6,8,10,12시에 오픈하여 50분동안만 할 수 있는 모드이다. 6시와 10시에는 F1리얼매치가 열린다.), 월드매치(국가 대표간 경쟁하는 배틀로 2011년 이후 공개만 하고 오픈되지는 않았다),
DCGP경기장(동군과 서군으로 랜덤으로 나뉘어 한달간 경쟁하는 모드로 배틀을 많이하고 승리를 많이 하여 포인트를 많이 획득한 팀이 더 많은 보상을 받는 배틀 모드로 패배팀, 승리팀 보상이 차이가 있다)
GT챔피온쉽(금요일마다 챔피온쉽이 열려 유저들간 토너먼트 방식으로 경기를 하여 결승전에 오르면 많은 보상을 얻을 수 있는 대회) 경기장으로 나뉜다.

### 퀵서비스
퀵서비스마다 정해진 코스를 따라 물건을 배달하는 모드로
다른 유저와 기록 경쟁을 할 수 있는 모드이다. 주, 달, 금년으로 순위기록이 남는다.
기록에 따라서 금, 은, 동메달을 획득할 수 있으며, 도시, 메달의 차이로 보상이 달라진다.

### 체이싱
왼쪽 상단에 뜨는 콜미션을 받아 HUV를 검거하는 모드로
HUV를 충돌할 때마다 다양한 아이템이 드롭된다. 체이싱은 혼자서 검거하기도 하지만
파티를 맺어 4명에서 HUV를 검거할 수도 있으며, 파티를 맺을시 HUV가 최대 10대까지 나온다.
혼자서 잡을 경우에는 4대까지만 나온다. 대부분의 유저들이 체이싱으로 레벨을 올린다.
HUV는 드리프트로 충돌하거나 부스터로 충돌하면 더 많은 타격을 준다.

### 러쉬 타임
수많은 유저들이 보스HUV를 검거하기 위해 각 도시에 있는 러쉬타임존에 모인다. 보스HUV의 출현 시간은 1시 2시 3시 5시 7시 9시 11시 새벽 1시이며, 7명 이상의 드라이버들이 모여도 보스HUV가 출현한다. 보스HUV가 출현하기 9분 전부터 공지를 올려 많은 OMD, ROO 드라이버들이 러쉬타임존에 모이는 것을 기다린다. 대기시간이 끝나면 보스HUV를 상대로 검거 활동을 시작하게 된다.
보스HUV와 충돌하게 되면 보다 좋은 아이템을 얻을 수 있으며 마지막으로 충돌한 드라이버에게는 럭키드라이버 상자, 미트론 강화제 10개, 미토로 보상을 준다. 미토의 수량은 도시의 러쉬타임 난이도마다 다르다.
난이도는 문팰리스 > 코이노니아 > 크라스 > 오로스로 오로스가 가장 어렵지만, 보스의 체력과 움직임만 많아지는 것이니 걱정할 필요는 없다.

### 언더시티
언더시티는 미트론 섬이 개발되면서 이전에 살던 원주민들이 살 수 있도록 어둠의 지하 도시를 만들어줬다. OMD 정부의 기술력이 얼마나 뛰어난지 완전히 복사하였다. 언더시티는 2~4인의 파티에서만 진행이 가능하며 솔로 플레이는 불가능하다(유저의 수가 적어 친구가 없으면 거의 불가능하다) 이 언더시티는 문팰리스 정부청사, 코이노니아 항구, 크라스 미트론 채굴기계 보관소에 위치하며 지도 상에 U 아이콘이 있는 곳으로 가면 언더시티를 진행할 수 있다.
언더시티의 첫번째 미션으로 같은 위치에서만 왔다갔다 이동하는 파란색 HUB 100마리와 움직이지 않고 같은 위치에 있는 빨간색 HUB를 충돌하여 파괴해야한다. 파란색 HUB의 경우 움직이기에 너무 빨리 충돌하려 할 경우엔 지나치는 경우가 있어, 잘보고 쳐야 할 때가 있다. 빨간색 HUB의 경우 앞에 있는 점프대를 이용하여 내려찍어 파괴할 경우 이후의 나오는 미션의 보스전의 제한시간을 증가시킨다.
언더시티의 두번째 미션으로 흩어져 있는 보라색 HUB를 파괴를 해야한다. 보라색 HUB를 잡기 위해서는 파티원끼리 협의를 하여 서로 다른 선로를 결정하여 HUB를 파괴해야한다. HUB의 수는 적지만 시간 제한이 있기 때문이다. 보라색 HUB의 경우 빨간색 HUB와 동일하게 움직이지 않는다. 모든 보라색 HUB를 파괴하면 거대한 HUB의 보호막이 사라져 거대한 HUB를 파괴할 수 있게 된다. 언더시티의 두번째 미션은 시간제한때문에 총 3번의 기회가 주어지며, 한 번씩 실패할 때마다 난이도가 점점 쉬워진다. 거대한 HUB를 잡기 위해선 그 주변에 있는 메카와치를 전부 피할 수 있는 속력을 가진 자가 잡아야 된다. 한명은 거대 HUB를 향해서 달리고 나머지 파티원들은 HUB를 잡는다.
언더시티의 세번째 미션으로 HUV를 잡아야한다. 처음에 HUV 4대가 출몰하게 되는데 이 HUV들을 파괴하거나, 시간이 초과되면 6마리,8마리,10마리가 순서대로 나오는데 HUV의 운전 난이도가 높아지고, HP도 함께 높아진다. 이 HUV들을 시간 안에 잡지 않아도 다음 HUV가 바로 바로 나오지만, 이 HUV들을 시간안에 클리어하지 않으면 시간이 많이 지체된다. 이 남은 HUV들은 보스전 때 보스의 HP를 충전해주는 역할을 해준다, HUV는 드리프트로 충돌하거나 부스터로 충돌 또는 HUV의 옆을 옆으로 치면 연타공격이 가해져 더 많은 타격을 준다
언더시티의 마지막 미션으로 언더시티의 보스HUV는 별개의 색다른 스킬을 쓰기 때문에 따로 조심해야한다(러쉬타임 보스HUV는 차원이 다르다). 공격을 너무 많이 받으면 수리를 해야되기 때문이다.(언더시티에도 수리걸과 터보맨이 적용된다) 위에 말했듯이 HUV를 시간 안에 잡지 못하면 HUV들이 계속해서 보스HUV의 HP을 충전시켜 준다. 추가적인 문제는 잡아야 파괴해야 할 HUV가 여러대가 되어 괜히 시간만 날린다. HUV들과 보스HUV를 처리하면 언더시티는 끝나게 된다. 언더시티 클리어시 소량의 미토와 미트론 활성용액 Medium 1~2개, 세트 파츠의 재료인 미트론 원석을 얻게된다. 미트론 원석의 종류로는 알파, 베타로 나뉘며 보통은 알파를 세미파츠 베타를 일반파츠라고 본다. 원석의 종류로 M 알파 원석, 베타 원석/ K 알파 원석, 베타 원석/ C 알파 원석, 베타 원석이 있는데 베타 원석은 확률적으로 획득할 수 있다 확률은 엄청 낮진 않는다.

## 추천 차량
이 내용은 수시로 변경되는 내용입니다

## 게임 내의 차량 브랜드

### OMD Motors
주로 한국의 차량과 일본 차량을 베이스하여 차량을 출시시킨다. 최근엔 유럽차들을 많이 출시한다.

### Mitron Motors
주로 유럽쪽 차량을 베이스하여 차량을 출시한다. 초보유저에게 인기가 좋은 Birdie RTI가 대표 모델이고,

### Koino Motors
주로 일본차량과 유럽차량을 베이스하여 차량을 출시한다.

### Moonpalace Motors
주로 유럽쪽 차량을 베이스하여차량을 출시한다.

### Elmmario Motors
이곳은 주로 유럽, 아메리카, 일본 차량을 베이스하여 차량을 출시한다.

## 차량 목록

### 캡슐 차량 목록
캡슐 차량들은 ST버전 NT버전 BT버전으로 나뉜다
- Shadow : Lamborghini Reventon
- Hunter : Pagani Zonda F
- Fate : Ferrari 250 Testa Rossa
- Monza : Alfa Romeo 8C 2300 Monza
- Raptor : Lancia Delta
- Rosso : Ferrari F50
- Ponica : Chevrolet Camaro
- Allied : Jeep Willys
- Mento : Lamborghini Sesto Elemento
- Axis : Volkswagen kubelwagen
- Eco : KIA POP
- Wave : Mazda Furai
- Renegade : Jeep Renegade
- Grace : Jaguar C-X75
- Gsix coop : GENESIS Coupe
- Murago : Lamborghini Murcielago
- Imagine : BMW Vision EfficientDynamics
- G-wing : Mercedes-Benz SLS AMG
- Ex-aero : Maybach Exelero
- Mitea : Mazda MX-5 Miata
- Sphen : SSC Tuatara
- Cantata : Daihatsu Copen
- Pietas : BMW M1 Hommage Concept
- Nsr05 : Ferrari 599 60F1
- Sri3 : Honda S2000
- Aqua : Acura NSX Concept
- Noble : Toyota Aristo
- Rachel : Renault Megane RS
- Np-hs : Toyota FT-HS Hybrid Sports Concept
- Start : Smart Fortwo Cabriolet
- Rapido : Suzuki Swift Sports
- Wind : Pagani Huayra
- 321Z : Nissan 240z
- 324 Spyder : Porsche 918 Spyder
- N1 : McLaren P1
- Silhouette :Lamborghini Aventador
- Spectre : Rolls Royce Wraith
- Elisha : NISSAN GT-R Nismo
- Ares : DODGE Challenger SRT-8
- Venom : Lamborghini Veneno roadster
- Eight : BMW i8
- Aibida : SUBARU WRX
- F-wing : Mercedes-Benz SLS AMG GT Roadster Final Edition
- Dragoon : Koenigsegg Agera S Hundra
- Cosmic : BMW M3
- Rage : Ferrari 458 Speciale
- Prana : Porsche 2014 Panamera Turbo S
- Astro : Lamborghini Egoista 2013
- Squall : Hennessey Venom GT
- 387SR : Porsche 911 GT3
- Midnight : Mazda RX-7 FC3S
- Cyclone : Nissan SILVIA S13
- Pandora : Ferrari LaFerrari 2014
- Honour : TOYOTA CROWN ATHLETE
- PLUCK : Mazda RX-7 Veilside Fortune
- GRAVITY : 2015 Nissan 370z Nismo Edition
- Prometheus : 2014 Maserati Quattroporte
- Hykan : W Motors Lykan Hyper Sports
- Doninator : Ssangyong Korando sprts
- Lemans : 2016 Ford GT
- Assassin : 2015 TOYOTA FT-1
- Hurricane : Lamborghini Huracan
- Savana : MAZDA SAVANNA RX-3 1971
- Stratos : Lancia Strato's HF Gr.4
- Farmer : FENDT 936 Tractor
- Revolution : De Tomaso Pantera
- Inferno : Nissan SKYLINE R33 1993
- Tango : Ford 2015 ford mustang
- Waggon : Toyota HIACE Wagon 100KZH 1996
- Vulkan : Aston Martin Vulcan
- Fenrir : Lotus europa special
- Rewinder : Delorean Motor Company
- Mkseven : 2014 Caterham Seven 160
- Rhino : Mercedes-Benz G63 AMG 6X6
- Keeper : Lamborghini Miura
- SRV-K : Cadilac 2016 CTS-V Sedan
- Camper : Volkswagen Microbus
- Stonecold : Bugatti 2017 Chiron
- FF40 : Ferrari F40
- VenomR : Lamborghini Veneno roadster
- Apollon : Gumpert Apollo S

### 리뉴얼 차량 목록
리뉴얼 차량들은 금색 글씨로 출력되어 나온다.
- Shadow : Lamborghini Reventon
- Raptor : Lancia Delta
- Winner : Ford GT
- Ponica : Chevrolet Camaro
- SRI3 : Honda S2000
- Unlimit : Opel GT
- Acoupe : Hyundai Avante Coupe
- Astro : Lamborghini Egoista 2013
- Allied : Jeep Willys
- Murago : Lamborghini Murcielago

### 쿠폰 차량 목록
- Panda : Toyota AE86
- Mmt1 : Smart Fortwo
- OMD SS : GM Daewoo Tosca
- Muse : Renault Clio V8
- Tokio : Toyota MRS
- Dragonfly : Volkswagen New Beetle
- Eric : Toyota Celica
- Mpmcc : Peugeot 206CC
- Monster : Dodge Dakota
- Above : Toyota Supra
- Unlimit : Opel GT
- FondoX : Mitsubishi Lancer Evolution X
- Compact : Daihatsu Move Conte
- Impact : Subaru Impreza WRX STI
- CoMoDo : Audi TT
- Fondo : Mitsubishi Lancer Evolution
- Titan : Ford F-150
- Liner : Infiniti Essence Concept
- Tiger : Alfa Romeo GTV Spider
- Snake : Ford Mustang GT
- Action : Lexus SC430
- Solution : Toyota Harrier
- Duel :Bugatti Veyron
- Panzer : Dartz Prombron Iron Diamond
- Panda-2 : Toyota FT-86
- Aria : Mercedes-Benz SL65 AMG
- Viper SRT-10 : Dodge Viper SRT-10
- Ruby : BMW Z8
- RunnerR : RUF CTR-3
- V-STAR : Hyundai Veloster
- Gigas : Lamborghini Diablo
- Arena : Mercedes-Benz CLK GTR
- Leopard : Koenigsseg CCX
- Torero : Maybach 62s
- ICINCO : KIA K5
- Jimmy : Suzuki Jimny JB43

### 특별판 차량 목록
- Goat : 1964 Pontiac GTO
- Cielo xmas : Nissan Skyline GT-R R34
- Fervor : Lamborghini Countach
- Panda mini : Toyota AE86
- Rotary mini : Mazda RX-7
- Fondo mini : Mitsubishi Lancer Evolution
- Avobe mini : Toyota Supra
- Nevera mini : Enzo Ferrari
- Shark mini : Lexus LFA
- Genius mini : Acura NSX
- Gigas mini : Lamborghini Diablo
- Ur e3 mini : AUDI R8
- Aria mini : Mercedes-Benz SL65 AMG
- Cielo mini : Nissan Skyline GT-R R34
- Fervor mini : Lamborghini Countach
- Swipe : Chevrolet Corvette Stingray Concept
- Mirage : Ferrari 458 Italia
- Prime : Peterbeilt 379
- TyrantX : Hummer H1
- TyrantX CT : Hummer H1
- Shadow xmas : Lamborghini Reventon
- Hunter xmas : Pagani Zonda F
- Rosso xmas : Ferrari F50
- Ponica xmas : Chevrolet CAMARO
- Mento mini : Lamborghini Sesto Elemento
- Wild F : Ferrari FF
- Acrobat : Dark Knight Rises "Tumbler"
- Impact mini : Subaru Impreza WRX STI
- Titan mini : Ford F-150
- Arena mini : Mercedes-Benz CLK GTR
- Acoupe : Hyundai Avante Coupe
- Urban : 2010 Honda Civic
- F-327 : Ford F-150 Raptor
- Indigo mini : Chevrolet Corvette
- Cityman mini : Toyota 2000GT
- Merto mini : 1996 Honda Civic
- Cobalt : 2013 Mini Coupe
- Convey : Suzuki Carry DA52T
- Hybrid : Nissam Sileighty
- SAI10 : Porsche 2010 Cayenne
- Comet mini : Mitsubishi Eclipse
- Tokio mini : Toyota MRS
- wave mini : Mazda Furai
- Square : GM Damas 2013
- Horizon : Nissan Skyline R32
- Luna : Lamborghini Gallardo SLE
- Luna mini : Lamborghini Gallardo SLE
- Nova mini : Mazda RX-8
- Leopard mini : Koenigsseg CCX
- Lupin ST,BT : Fiat 500
- Seed : Nissan Skyline C10
- Future : Toyota Mirai
- Future mini : Toyota Mirai
- Fairplay mini : Nissan 350z
- Panda2 mini : Toyota FT-86
- Coppelia mini : Nissan Silvia S15
- BULLITT : Ford Mustang 1967 fastback
- DUEL mini :Bugatti Veyron
- Cobalt mini : 2013 Mini Coupe
- 366C mini : Porsche 1985 962C
- SUDI8 : AUDI S8
- Natura st, bt : Porsche Carrara GT
- Lightning st, bt : Porsche Cayman
- Prime mini : Peterbeilt 379
- Acrobat mini : Dark Knight Rises "Tumbler"

### 세단 차량 목록
- Condol : Daewoo Magnus Eagle
- Ensony : Hyundai NF Sonata(5세대)
- Dreamer : Lexus IS250
- Charger : Dodge Charger
- USR : Audi RS4
- Myth : Saab 9-5
- CR2 : Peugeot 407
- Solo : Jaguar S-Type
- Trio : Mercedes-Benz C-Class
- 300c : Chrysler 300C
- Seven : BMW 7 Series
- Majesty : Aston Martin Rapid

### 스포츠 차량 목록
- Serpens : Shelby Cobra 427
- Genius : Acura NSX
- Atoka : Honda Integra
- Romeo : Lotus Elise
- Spirit : Oullim Motors Spirra
- Tamer : McLaren F1
- Indigo :Chevrolet Corvette
- Utopia : Mercedes-Benz SLR McLaren
- Natura : Porsche Carrara GT
- Nevera : Enzo Ferrari
- Winner : Ford GT
- 366C : Porsche 962C

### 쿠페 차량 목록
- Laputa : Hyundai Tuscani
- Metro : Honda Civic
- Drifter : Nissan 240SX
- Lupin : Fiat 500
- Skylark : Pontiac Solstice
- Rotary : Mazda RX-7
- Cielo : Nissan Skyline R34 GT-R
- Cityman : Toyota 2000GT
- Comet : Mitsubishi Eclipse
- Coppelia : Nissan Silvia S15
- Cross : Aston Martin DB9
- CrossFire : Chrysler Crossfire
- Fairplay : Nissan 350z
- Nova : Mazda RX-8
- UR E3 : AUDI R8
- Lightning : Porsche Cayman
- Leo : BMW M6
- Sora gt : Nissan GT-R R35
- Shark : LEXUS LF-A
- Dew : Maserati Quattroforte
- Puma : Bentley Continental

### 해치백 차량 목록
- Kicker : Hyundai Click
- Advance : Hyundai New Avante XD
- Birdia RTI : Volkswagen Golf
- April : Mazda Demio
- Bit : Opel Corsa
- Boxy : Nissan Cube
- Maxi : Mini Cooper
- Mp3p : Peugeot 307
- PT cruiser : Chrysler PT cruiser
- Mpm7 : Peugeot 207
- Jupiter : Volkswagen Scirocco
- Near : 1986 Honda Civic Si
- Spear : Mitsubishi Lancel Evolution 3 1995

### RV 차량 목록
- Lronia : Ssangyong Korando
- Caliber : Dodge Caliber
- Invention : 2003 Land Rover Discovery
- Kartan : Toyota Avanza
- Compass : Jeep Compass
- Village : Nissan Murano
- Tyrant : Hummer H3
- Brocken : 1985 Toyota Hilux 4x4

## 서비스 현황
- [2006년 6월 1일에 1차 테스트]
- [2007년 1월 10일에 오픈 베타 실시]
- [한게임 서비스 2007년 3월 1일에 정식 오픈]
- [2011년 2월 24일 서비스 종료]
- [엔플루토 개발사가 자체 독립하여 4월 6일에 오픈]
- [daum 서비스와 채널링해 2011년 10월 26일에 daum 서비스 오픈]
- [daum 서비스에서 2013년 9월 25일 종료]
- [스키드러쉬 제작사 (주)엔플루토에서 계속 서비스하던 중 2016년 4월 15일에 운영이 마상소프트로 넘어감]
- [2016년 10월 12일에 마상소프트 정식으로 이관]
- [2017년 일본과 대만 서비스의 업뎃이 지연됨]